# یواس‌اس بروکینگز (ای‌پی‌ای-۱۴۰)
یواس‌اس بروکینگز (ای‌پی‌ای-۱۴۰) (به انگلیسی: USS Brookings (APA-140)) یک کشتی بود که طول آن ۴۵۵ فوت ۰ اینچ (۱۳۸٫۶۸ متر) بود. این کشتی در سال ۱۹۴۴ ساخته شد.